# Ломоури, Николай Иосифович
Николай (Нико) Иосифович Ломоури (груз. ნიკო იოსების ძე ლომოური; 7 (19) февраля 1852, деревня Арбо, ныне Горийский муниципалитет — 17 (30) апреля 1915, Гори) — грузинский писатель и поэт.

## Биография
Нико Ломоури родился в семье священника в Картли, в деревне Арбо. Ломоури научился читать и писать у церковного дьяка, затем поступил в Горийское духовное училище, окончив которое в 1869 году был отдан в Тифлисскую духовную семинарию. После окончания Тифлисской семинарии, Ломоури отправился в Киевскую духовную академию (1875). Получив образование в Киеве (1879), Ломоури возвращается в Грузию и становится инспектором Тифлисского дворянского училища. Три года спустя (1881) он начал преподавать в гимназии в Гори, чем и занимался в течение трёх лет.
Первые стихи Ломури были опубликованы в журнале «Мнотоби» 1871 года. В 1885 году его стихи и рассказы были изданы отдельной книгой. Первым значительным произведением писателя, определившим его творческий стиль, стал рассказ «Али» (1878, напечатан в журнале «Иверия», 1879).

## Творчество
Писательское направление Ломури сложилось под влиянием Чавчавадзе и идейно-художественной мысли русских революционеров-демократов.
В своём творчестве Ломоури отразил жизнь грузинской деревни — в произведениях Ломоури описывает бывших помещиков, богатых сельских работников, купцов, ростовщиков. В своём рассказе «Христиане-лезгины» Нико Ломоури описывает конфликт между крестьянином Симоном Лукашвили и представителем власти. После того, как Лукашвили отказался дать старшине деревни взятку, люди старшины врываются в дом и разоряют его. Самого Лукашвили приводят к старшине и привязывают к столбу.
Язык Ломоури отличается свободой и богатством. Органически развивается сюжет, прекрасно построены диалоги. Описание природы всегда связано с развитием сюжета.